# Карталинская Запань
Карталинская Запань (баш. Кәртәле-Запань) — деревня в Белорецком районе Башкортостана России.Относится к Ишлинскому сельсовету.

## История
Бывший рабочий посёлок Инзерского и Лапыштинского заводов, Бывшее подсобное хозяйство закрытого города Межгорья. Сейчас дачный посёлок.

## Население
| 2002 | 2009 | 2010 |
| ---- | ---- | ---- |
| 30   | ↗55  | ↘17  |

Постоянно живут всего в 5 домах на 4 улицах:
- Инзерской,
- Курманайской,
- Луговой,
- Набережной.

## Географическое положение
Располагается в 165 км от Магнитогорска. Вода родниковая.
Рядом протекает река Большой Инзер.
Расстояние до:
- районного центра (Белорецк): 70 км,
- центра сельсовета (Ишля): 6 км,
- ближайшей ж.-д. станции (Улу-Елга): 19 км.

## Культура
Вблизи ежегодно с 2000 года проводится открытый фестиваль авторской песни «Лесной микрофон».

## Достопримечательности
В деревне жили сказочники Павлов Филипп Васильевич (1898—?), Бескораваев Михаил Николаевич (1884—?), чьи произведения были записаны в экспедиции 1965 года (Русская народная проза/Русский фольклор. Т.13. М.:Институт русской литературы (Пушкинский дом). 1972. С. 141; Народные сказки, легенды, предания и были Башкирии/[сост. и авт. вступит. ст. Л. Бараг]. Уфа: Башкнигоиздат. 1969. С. 186)
Входит в туристические маршруты

Карталинская Запань была последней деревней на нашем стокилометровом пути, выпивающие на берегу местные жители на языке межнационального общения пожелали нам счастливого пути, и мы на целую неделю остались один на один с дикой природой.— http://www.hrono.ru/text/2004/goryu0402.html Юрий Горюхин. Путевые заметки уфимского горожанина
В деревне есть пилорама.